# ۸۳۷ (میلادی)
۸۳۷ (میلادی) هشتصد و بسی و هفتمین سال تقویم میلادی است.

## درگذشتگان
‎